# اس‌ام یو-۱۲ (آلمان)
اس‌ام یو-۱۲ (آلمان) (به انگلیسی: SM U-12 (Germany)) یک زیردریایی است که طول آن ۵۷٫۳۸ متر (۱۸۸٫۳ فوت) می‌باشد. این زیردریایی در سال ۱۹۱۰ ساخته شد.